# 임란 아바스
임란 아바스 나크비(우르두어: عمران عباس نقوی)는 파키스탄의 가수, 모델이다.

## 같이 보기
- 파와드 칸